# Saltsjö-Järla station
Saltsjö-Järla är en station på Saltsjöbanan, invigd den 1 april 1894, då under namnet Jerla. Avståndet från ändstationen Slussen i centrala Stockholm är 4,9 km. Stationen ligger i Järla i centrala Nacka.
Från 1894 fanns ett 532 meter långt stickspår till en jästfabrik, och 1896 ett 496 meter långt stickspår till De Lavals Ångturbinfabrik. Båda dessa är idag upprivna. Från 1900 fanns här en väntsal och ett godsmagasin.
SL:s stationssignatur är Sjl.

## Galleri

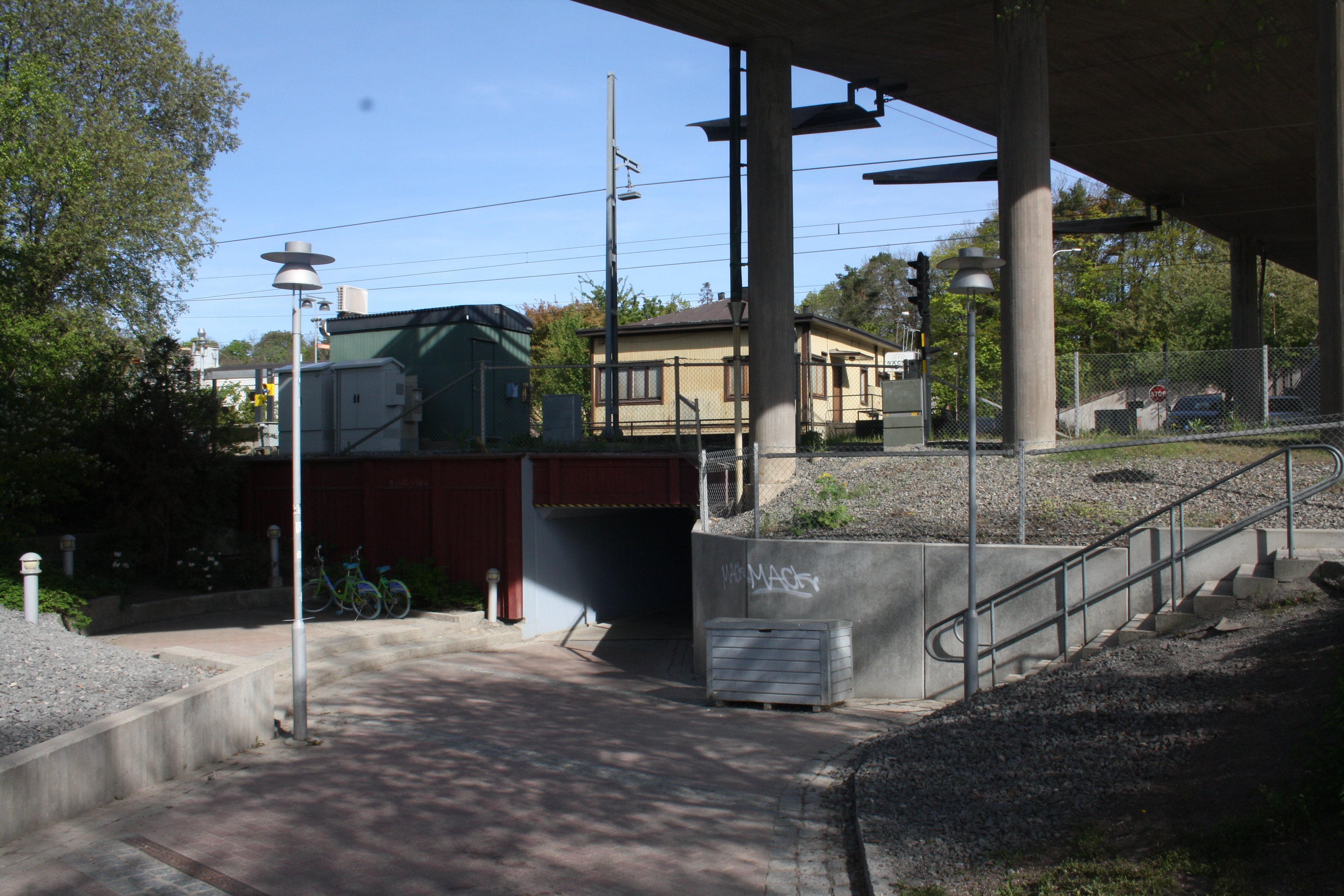
Gångtunnel till stationen
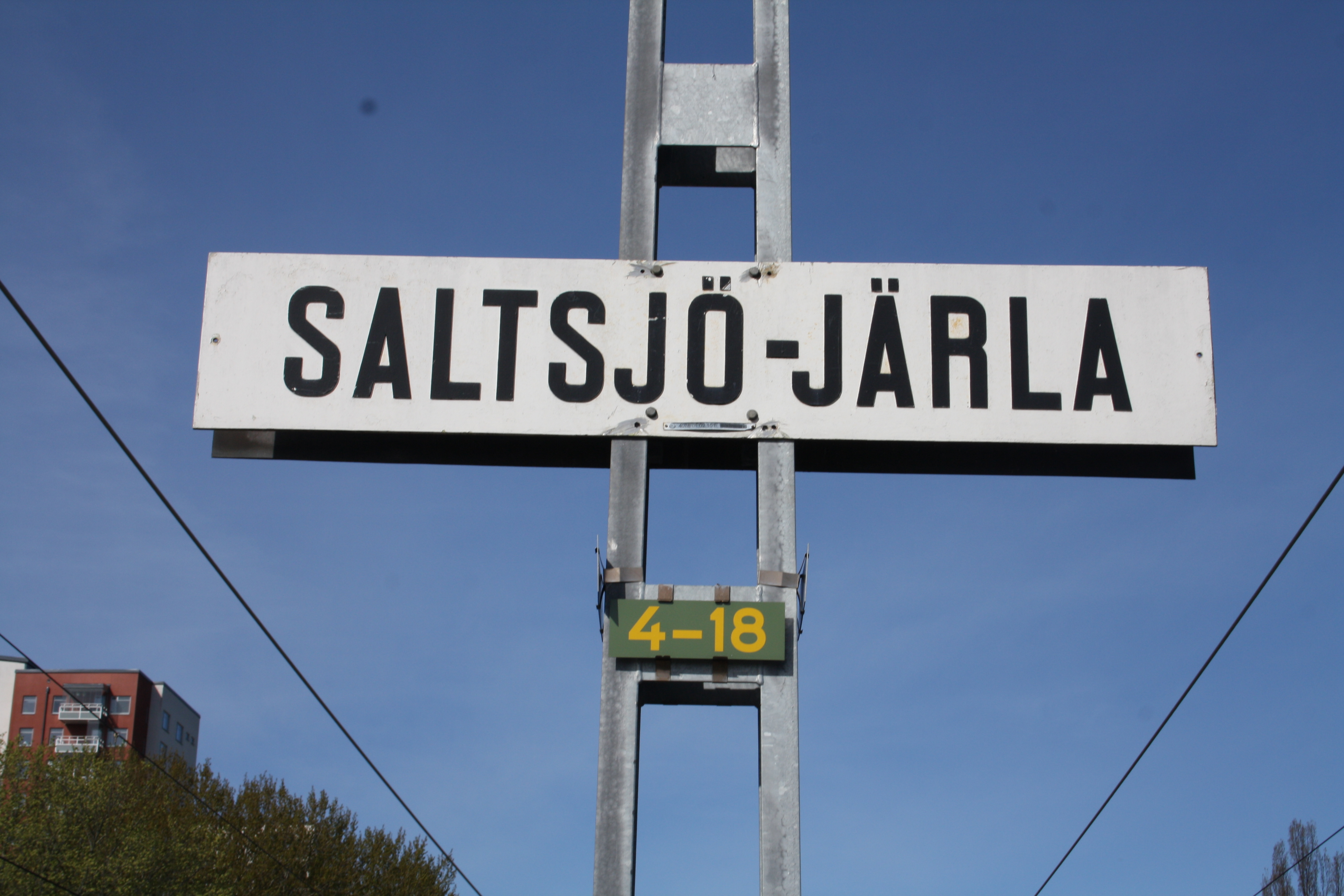
Stationsskylt
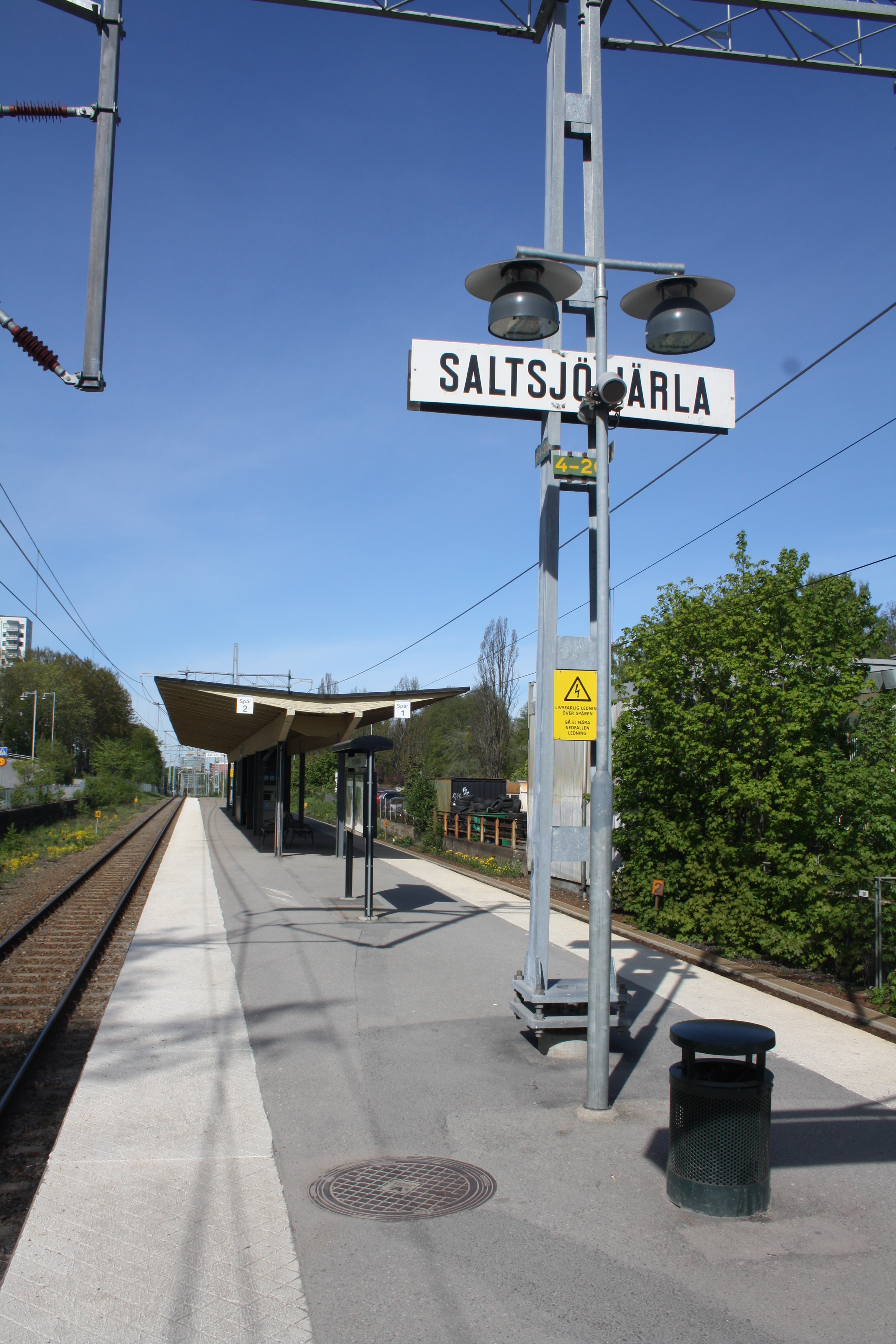
Perrongen
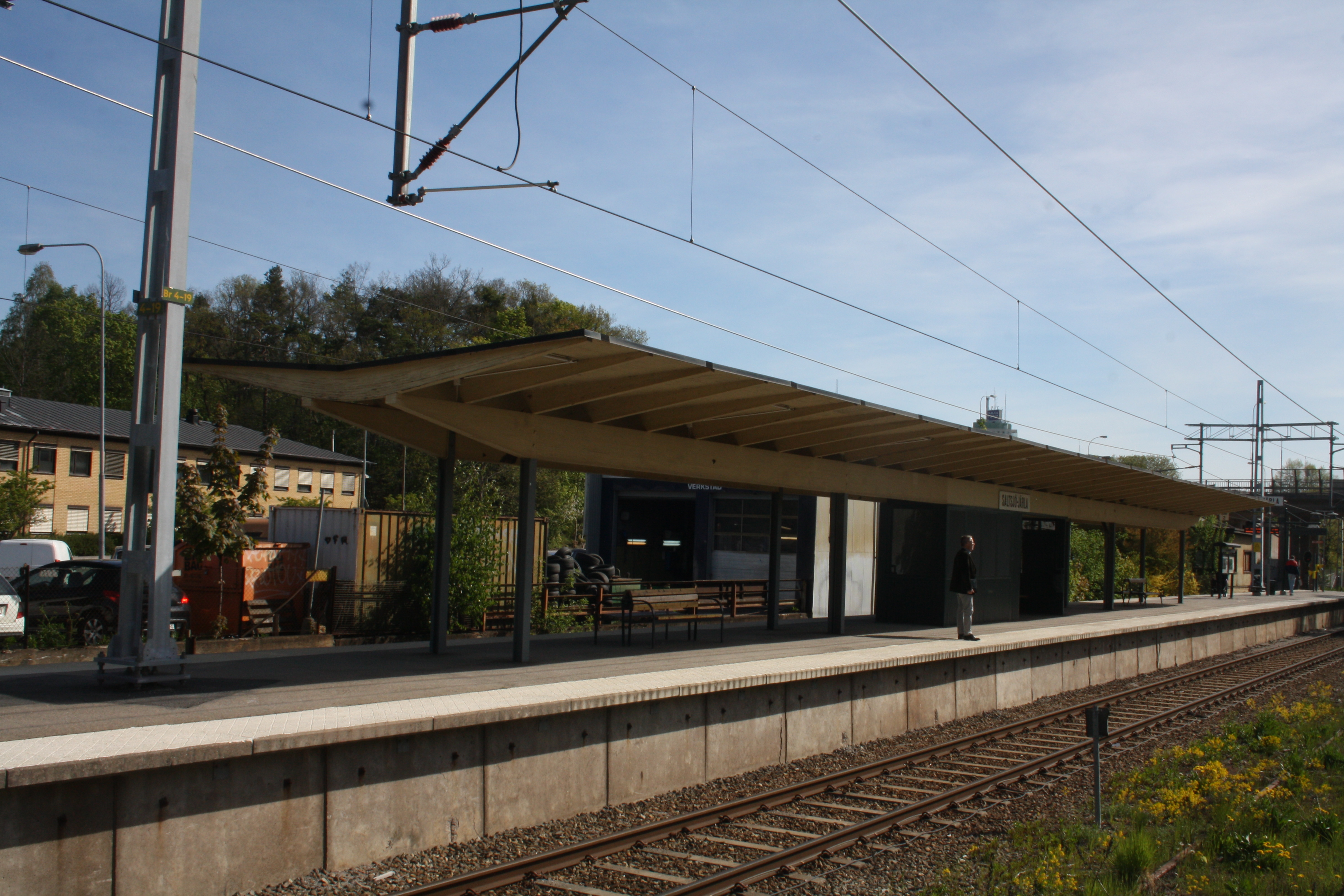
Stationen